# Concino Concini (senatore)
Concino Concini (Padova, 29 marzo 1864 – Roma, 28 giugno 1946) è stato un funzionario e politico italiano.

## Biografia
Entra nella pubblica amministrazione nel 1887, come impiegato alla divisione commercio del ministero di agricoltura, industria e commercio, passando in seguito a quella di statistica. Allievo ed amico personale di Luigi Luzzatti, è stato capo della sua segreteria, suo capo di gabinetto nelle sei volte in cui è stato ministro e assistente nel consiglio di amministrazione del Credito Popolare. Nel 1911 viene destinato alla Corte dei conti, dove assume le funzioni di magistrato e rimane fino al collocamento a riposo come consigliere e presidente di sezione. È stato, inoltre, vicepresidente del Consiglio superiore dei telefoni, membro del Collegio arbitrale per la sistemazione dei contratti di guerra, membro del Collegio arbitrale per i ricuperi delle spese di guerra, membro della Commissione arbitrale sulla liquidazione della Banca italiana di sconto, presidente del Sindacato nazionale fra le banche popolari, segretario dell'Associazione fra le banche popolari cooperative e membro della Commissione permanente di vigilanza sulla circolazione e sugli istituti di emissione. Proposto senatore una prima volta nel 1924, una seconda nel 1928, viene infine nominato nel 1929; vi rimane fino alla sentenza del 19 dicembre 1945 dell'Alta Corte di Giustizia per le Sanzioni contro il Fascismo che ne dichiara la decadenza.